# مايرون فيرنانديز
مايرون فيرنانديز (2 مايو 1993 في الهند - ) هو لاعب كرة قدم هندي في مركز الهجوم. لعب مع نادي ديمبو.

## وصلات خارجية
- مايرون فيرنانديز على موقع قاعدة بيانات كرة القدم.إي يو (الإنجليزية)
- مايرون فيرنانديز على موقع Soccerway.com (الإنجليزية)